# Xiambola
Xiambola is een monotypisch geslacht van schimmels behorend tot de familie Pezizellaceae. Het bevat alleen Xiambola mirabilis.